# 過海隧道巴士103線
過海隧道巴士103線是香港的一條過海隧道巴士路線，由九巴及城巴聯合營運，來往竹園邨及蒲飛路，途經天馬苑、樂富、九龍塘、何文田、京士柏、銅鑼灣、灣仔、金鐘及半山區（堅道、般咸道、香港大學）。 

## 歷史
- 1972年8月5日：本線投入服務，來往橫頭磡及蒲飛路，與其餘兩條同日開辦的101線及102線成為香港首三條專營過海巴士路線和首三條三位數字編號的專營巴士路線以及首三條聯營巴士路線，當時橫頭磡巴士總站位於聯合道及杏林街交界（今休憩公園內），另外由於英國工潮導致該國廠商供應給中巴的新車不足，令該公司未能派車行走，本線因此暫時由九巴獨自派車。
- 1972年9月1日：中巴開始派車行走。
- 1973年1月28日：本線改經九龍城的聯合道、太子道、培正道及公主道，港島區則改經皇后大道東。
- 1974年4月16日：為配合香港首條巴士專線啟用，本線往九龍方向改經柏道及羅便臣道。
- 1974年5月13日：因改經柏道及羅便臣道巴士專線的效果欠佳，恢復來回程途經堅道。
- 1976年5月16日：為配合113線投入服務，總站遷往樂富，並改經聯合道、窩打老道、衛理道、銅鑼灣及軒尼詩道，不經九龍城、皇后大道東及中環。
- 1976年8月22日：來回程恢復途經中環（往蒲飛路取道夏愨道，往樂富方向繞經下亞厘畢道及雪廠街）。
- 1978年7月24日：來回程不經染布房街及亞皆老街，往蒲飛路方向改經威靈頓街及擺花街。
- 1979年2月16日：本線恢復途經紅棉路。
- 1984年7月22日：本線遷入新的樂富巴士總站。
- 1984年9月27日：往蒲飛路方向改經灣仔一段告士打道，不再經軒尼詩道。
- 1987年12月7日：為配合竹園邨落成，本線延長至竹園邨巴士總站。
- 1993年11月16日：九巴增派空調巴士於本線行走。
- 1995年9月1日：本線改由九巴及城巴合營，並改為全空調服務，延長服務時間至06:30-21:00。往竹園邨方向改由花園道直入德輔道中，右轉雪廠街返回原有路線（假日因遮打道行人專區，改經皇后大道中、畢打街及干諾道中）。
- 1997年3月16日：延長服務時間至午夜。
- 1999年12月19日：因恆隆中心外一段百德新街被試行劃為全日行人專用區，逢假日往竹園邨方向改經高士威道、興發街及維園道。
- 2000年7月17日：因銅鑼灣百德新街北行方向永久封閉，所有往竹園邨方向班次改經高士威道、興發街及維園道。
- 2003年7月7日：為減少交通擠塞而導致脫班問題，本線往竹園邨方向改經花園道天橋入金鐘道，不再途經中環[1]。
- 2016年3月28日：九巴班次增設到站時間預報。
- 2018年5月28日：增設實時抵站時間查詢服務。
- 2019年4月29日：往九龍方向加停薄扶林道「蒲飛路」站。[2]

## 服務時間及班次
| 竹園邨開   | 竹園邨開    | 竹園邨開     | 蒲飛路開         | 蒲飛路開    | 蒲飛路開     |
| 日期       | 服務時間    | 班次（分鐘） | 日期             | 服務時間    | 班次（分鐘） |
| ---------- | ----------- | ------------ | ---------------- | ----------- | ------------ |
| 星期一至五 | 06:00-06:15 | 15           | 星期一至五       | 06:30-07:00 | 15           |
| 星期一至五 | 06:15-06:55 | 20           | 星期一至五       | 07:00-07:42 | 21           |
| 星期一至五 | 06:55-07:42 | 15-16        | 星期一至五       | 08:03-09:06 | 21           |
| 星期一至五 | 07:52-08:06 | 14           | 星期一至五       | 09:20-09:36 | 16           |
| 星期一至五 | 08:06-09:06 | 20           | 星期一至五       | 09:36-10:30 | 18           |
| 星期一至五 | 09:22-09:54 | 16           | 星期一至五       | 10:50-11:30 | 20           |
| 星期一至五 | 09:54-10:30 | 18           | 星期一至五       | 11:30-12:00 | 15           |
| 星期一至五 | 10:48-12:00 | 18           | 星期一至五       | 12:18-13:30 | 18           |
| 星期一至五 | 12:20-13:00 | 20           | 星期一至五       | 13:50-14:50 | 20           |
| 星期一至五 | 13:00-13:30 | 15           | 星期一至五       | 15:10-16:30 | 20           |
| 星期一至五 | 13:50-14:50 | 20           | 星期一至五       | 16:50-17:30 | 20           |
| 星期一至五 | 15:10-16:30 | 20           | 星期一至五       | 17:30-18:00 | 15           |
| 星期一至五 | 16:45-17:00 | 15           | 星期一至五       | 18:15-19:35 | 20           |
| 星期一至五 | 17:00-18:00 | 20           | 星期一至五       | 19:55-20:50 | 20           |
| 星期一至五 | 18:20-19:20 | 20           | 星期一至五       | 20:55-21:10 | 15           |
| 星期一至五 | 19:20-19:35 | 15           | 星期一至五       | 21:25-22:45 | 20           |
| 星期一至五 | 19:55-21:10 | 20           | 星期一至五       | 23:00-00:00 | 20           |
| 星期一至五 | 21:30-22:30 | 20           |                  |             |              |
| 星期一至五 | 22:30-22:45 | 15           |                  |             |              |
| 星期一至五 | 23:00-00:00 | 20           |                  |             |              |
| 星期六     | 06:00-06:15 | 15           | 星期六           | 06:30-07:00 | 15           |
| 星期六     | 06:15-06:55 | 20           | 星期六           | 07:00-07:42 | 21           |
| 星期六     | 06:55-07:42 | 15-16        | 星期六           | 08:03-09:06 | 21           |
| 星期六     | 07:54-08:06 | 12           | 星期六           | 09:21-09:36 | 15           |
| 星期六     | 08:06-09:06 | 20           | 星期六           | 09:36-10:30 | 18           |
| 星期六     | 09:22-09:54 | 16           | 星期六           | 10:50-11:30 | 20           |
| 星期六     | 09:54-10:30 | 18           | 星期六           | 11:30-12:00 | 15           |
| 星期六     | 10:48-12:00 | 18           | 星期六           | 12:18-12:36 | 18           |
| 星期六     | 12:20-13:00 | 20           | 星期六           | 12:36-13:36 | 20           |
| 星期六     | 13:00-13:36 | 18           | 星期六           | 13:56-14:36 | 20           |
| 星期六     | 13:52-14:52 | 20           | 星期六           | 14:36-15:12 | 18           |
| 星期六     | 15:12-15:30 | 18           | 星期六           | 15:28-16:48 | 20           |
| 星期六     | 15:30-16:30 | 20           | 星期六           | 17:08-17:48 | 20           |
| 星期六     | 16:48-17:04 | 16           | 星期六           | 17:48-18:24 | 18           |
| 星期六     | 17:04-18:04 | 20           | 星期六           | 18:40-20:00 | 20           |
| 星期六     | 18:24-19:00 | 18           | 星期六           | 20:20-21:20 | 20           |
| 星期六     | 19:00-20:40 | 20           | 星期六           | 21:40-22:40 | 20           |
| 星期六     | 20:20-21:20 | 20           | 星期六           | 23:00-00:00 | 20           |
| 星期六     | 21:40-22:40 | 20           |                  |             |              |
| 星期六     | 23:00-00:00 | 20           |                  |             |              |
| 星期六     | 06:00-07:40 | 15           | 星期日及公眾假期 | 06:00-07:40 | 20           |
| 星期六     | 08:00-09:00 | 20           | 星期日及公眾假期 | 08:00-09:00 | 20           |
| 星期六     | 09:20-10:00 | 20           | 星期日及公眾假期 | 09:20-10:00 | 20           |
| 星期六     | 10:00-10:30 | 15           | 星期日及公眾假期 | 10:00-10:30 | 15           |
| 星期六     | 10:50-11:30 | 20           | 星期日及公眾假期 | 10:50-11:10 | 20           |
| 星期六     | 11:30-12:00 | 15           | 星期日及公眾假期 | 11:10-11:40 | 15           |
| 星期六     | 12:15-12:30 | 15           | 星期日及公眾假期 | 11:40-12:00 | 20           |
| 星期六     | 12:30-13:30 | 20           | 星期日及公眾假期 | 12:20-13:00 | 20           |
| 星期六     | 13:50-14:30 | 20           | 星期日及公眾假期 | 13:00-13:30 | 15           |
| 星期六     | 14:30-15:00 | 15           | 星期日及公眾假期 | 13:48-15:00 | 20           |
| 星期六     | 15:15-16:00 | 15           | 星期日及公眾假期 | 15:20-15:36 | 16           |
| 星期六     | 16:00-16:36 | 18           | 星期日及公眾假期 | 15:36-16:36 | 15           |
| 星期六     | 16:51-17:36 | 15           | 星期日及公眾假期 | 16:50-18:00 | 14           |
| 星期六     | 17:36-18:00 | 12           | 星期日及公眾假期 | 18:15-19:30 | 15           |
| 星期六     | 18:15-19:30 | 15           | 星期日及公眾假期 | 19:50-20:20 | 20           |
| 星期六     | 19:50-20:30 | 20           | 星期日及公眾假期 | 20:50-21:15 | 15           |
| 星期六     | 20:30-21:15 | 15           | 星期日及公眾假期 | 21:35-22:15 | 20           |
| 星期六     | 21:30-22:30 | 15           | 星期日及公眾假期 | 22:15-22:30 | 15           |
| 星期六     | 22:45-23:00 | 15           | 星期日及公眾假期 | 22:50-23:10 | 20           |
| 星期六     | 23:00-00:00 | 20           | 星期日及公眾假期 | 23:10-00:00 | 25           |

- 註：有紅字班次為九巴派車，其餘班次為城巴派車。

## 收費
全程：$12.9
- 九龍醫院往蒲飛路／軍器廠街往竹園邨：$12.2
- 過紅磡海底隧道後往蒲飛路／竹園邨：$7.7
- 正街往蒲飛路：$6.1
- 天宏苑往竹園邨：$6.8

| - 本線設有12歲以下小童及65歲或以上長者半價優惠。 - 65歲或以上香港居民使用「樂悠咭」，以及12歲以下合資格殘疾兒童使用「殘疾人士身份」個人八達通繳付車資，均可享有每程$2.0或半價（以較低者為準）的票價優惠；12至64歲合資格殘疾人士使用「殘疾人士身份」個人八達通（包括「樂悠咭」），以及60至64歲香港居民使用「樂悠咭」繳付車資，均可享有每程$2.0或全費（以較低者為準）的票價優惠。 - 65歲或以上長者如使用長者或一般個人八達通繳付車資，則只可享有半價優惠；12至64歲合資格殘疾人士如不使用「殘疾人士身份」個人八達通，以及60至64歲人士如不使用「樂悠咭」繳付車資，必須繳付全費。 - 乘客可以現金或八達通於上車時付款，不設找續。 - 每位成人乘客可免費攜帶最多兩名4歲以下而不佔座位的兒童乘客乘車，超額之4歲以下小童必須繳付小童車費乘車。 - 持有「九巴月票」之乘客在車票有效期內，每日可享最多10程任何九龍巴士及龍運巴士路線（包括本路線，合資格車程只適用於九龍巴士／龍運巴士提供的班次；惟乘搭機場「A」及「NA」線則可享原價二七折優惠（不會計算每天10次合資格車程））；而B1線則可每日可享最多2程（不會計算每天10次合資格車程）。 - 九龍巴士、城巴、龍運巴士及陽光巴士全職員工及家屬（不包括外判職員）可免費乘搭本路線（陽光巴士員工及家屬只適用於九龍巴士提供的班次），惟必須拍職員或職員家屬八達通。 - 乘客亦可使用AlipayHK「易乘碼」、支付寶、WeChatHK／微信支付「搭車碼」、銀聯雲閃付「乘車碼」及BOC Pay「乘車碼」、具有感應式支付功能的JCB、卡美國運通、大來國際、Discover Card（只適用於九龍巴士／龍運巴士提供的班次）、VISA、Mastercard及銀聯卡，以及Apple Pay、Google Pay及Samsung Pay流動支付平台繳付車資。九巴班次的乘客使用上述付款方式，將只可享有與其他九巴路線／聯營路線九巴班次之轉乘優惠；城巴班次的乘客使用上述付款方式，將只可享有與其他城巴獨營路線或聯營線城巴班次之轉乘優惠。乘客亦不能享有「公共交通費用補貼計劃」及「長者及合資格殘疾人士公共交通票價優惠計劃」。 |

## 八達通轉乘優惠
乘搭此線往港島方向之乘客於登車後150分鐘內在海底隧道巴士轉乘站轉乘以下路線，第二程成人票價便可減收$3.5，小童／長者票價減收$1.8，乘客必須在150分鐘內轉車。
| 紅隧轉乘優惠計劃路線列表 | 紅隧轉乘優惠計劃路線列表 | 紅隧轉乘優惠計劃路線列表 | 紅隧轉乘優惠計劃路線列表 |
| 巴士公司                 | 轉乘路線                 | 出發地                   | 目的地                   |
| ------------------------ | ------------------------ | ------------------------ | ------------------------ |
| 城巴、九巴               | 101                      | 觀塘（裕民坊）           | 堅尼地城                 |
| 城巴、九巴               | 102                      | 美孚                     | 筲箕灣                   |
| 城巴、九巴               | 102P                     | 美孚                     | 筲箕灣                   |
| 城巴、九巴               | 103                      | 竹園邨                   | 蒲飛路                   |
| 城巴、九巴               | 104                      | 白田                     | 堅尼地城                 |
| 城巴、九巴               | 106                      | 黃大仙                   | 小西灣（藍灣半島）       |
| 城巴、九巴               | 106P                     | 黃大仙                   | 小西灣（藍灣半島）       |
| 城巴                     | 106A                     | 黃大仙                   | 太古（康怡廣場）         |
| 城巴、九巴               | 107                      | 九龍灣                   | 華貴邨                   |
| 城巴、九巴               | 107P                     | 海逸豪園                 | 數碼港                   |
| 九巴                     | 108                      | 九龍灣（啟業）           | 寶馬山                   |
| 城巴、九巴               | 109                      | 何文田                   | 中環（港澳碼頭）         |
| 城巴、九巴               | 110                      | 尖沙咀東（麼地道）       | 筲箕灣                   |
| 城巴、九巴               | 111                      | 坪石                     | 中環（港澳碼頭)          |
| 城巴、九巴               | 111P                     | 彩福                     | 中環（港澳碼頭)          |
| 城巴、九巴               | 112                      | 蘇屋                     | 北角（百福道）           |
| 城巴、九巴               | 113                      | 彩虹                     | 堅尼地城（卑路乍灣）     |
| 城巴、九巴               | 115                      | 九龍城碼頭               | 中環（港澳碼頭）         |
| 城巴、九巴               | 115P                     | 海逸豪園                 | 中環（港澳碼頭）         |
| 城巴、九巴               | 116                      | 慈雲山（中）             | 鰂魚涌（祐民街）         |
| 城巴、九巴               | 117                      | 深水埗（欽州街）         | 跑馬地（下）             |
| 城巴、九巴               | 118                      | 長沙灣（深旺道）         | 小西灣（藍灣半島）       |
| 城巴、九巴               | 118P                     | 長沙灣（深旺道）         | 小西灣（藍灣半島）       |
| 城巴、九巴               | 170                      | 沙田站                   | 華富（中）               |
| 城巴、九巴               | 171                      | 荔枝角                   | 海怡半島                 |
| 城巴、九巴               | 182                      | 愉翠苑                   | 中環（港澳碼頭）         |

## 使用車輛
在技術上，半山區使用12米巴士並非不可行，過往城巴也曾經派出富豪B8L 12米行走此線。但是該區路面狹窄，使用太大型巴士會加劇路面擠塞，影響大量道路使用者，因此行常只會用11.7米或以下的車輛。最初開線時以當時七十年代嶄新的「短牛」(30呎) 丹拿F型為主帥，後於八十年代亦只能改用裝上了「都普」車身的「鴨車」丹尼士喝采型 (N) 行走，後來九巴選用利蘭奧林比安9.5米 (BL) 接力。中巴一直採用丹拿珍寶 (SF)，直到城巴接管為止。
1993年本線加入空調巴士行走後，九巴開始派出丹尼士巨龍9.9米 (ADS)，同時是首次正式擁有三軸巴士在該線行走。城巴於1995年9月1日接辦本線，並改由花園道直入德輔道中，右轉雪廠街返回原有路線 (假日因遮打道行人專區，改經皇后大道東、畢打街及干諾道中)，並改為全空調服務，九巴引入丹尼士巨龍11米 (AD) 行走，加強載客量，而城巴初期派出利蘭奧林比安10.4米 (206-238) 行走，1996年起改派富豪奧林比安11米 (9xx/90xx) 行走本線。
2004年10月起，九巴開始為本線提供低地台巴士服務，派車為富豪超級奧林比安10.6米 (ASV)。2013年3月起城巴開始陸續改派亞歷山大丹尼士Enviro 400 10.45米 (70XX) 行走本線，九巴亦於2015年7月開始陸續加入相同車型 (ATSE)。同年11月起，因應運輸署於銅鑼灣相關路段實施之低排放車輛及半山狹窄路段長度之限制，兩間巴士公司遂於本線全數車隊改派合乎歐四/歐五排放標準之亞歷山大丹尼士Enviro 400 10.45米，本線正式提供全線低地台巴士服務。
2016年起，城巴時段平日部份/假日全部班次改派亞歷山大丹尼士Enviro 500 MMC 11.3米 (91XX) 或富豪B9TL 11.3米 (95XX)。2019年9月28日起，九巴調派一輛VDL DB300 10.5米 (AMC1) 及一輛Wright StreetDeck 10.65米 (W6S1) 取代兩輛ATSE原掛牌行走本線，惟前者 (AMC1) 於正式掛牌後一個多月才始於本線行走，後者 (W6S1) 則在從未行走本線之情況下被調離，並於不久後被除牌並運回英國。
2020年9月1日起，九巴開始調派亞歷山大丹尼士Enviro 500 MMC 11.3米 (E6M) 行走本線，不過卻在同月20日才首次派出一輛E6M行走該線，其後該車型陸續取代原ATSE掛牌車成為主力。2022年1月9日，加入原屬荔枝角車廠的E6M71 (車牌WW3308)，原掛牌E6M99 (車牌XD7825) 則調往荔枝角車廠。該車輛已成為九巴2022年之虎年生肖巴士，換上壬寅虎年-虎星高照2022 （页面存档备份，存于）全車身廣告，並在同年1月14日行走本線。
因應路面問題，本線亦是僅有兩條不可以使用12米的過海路線。若果要使用12米，該班次將不會由總站開出，取而代之的是採用中途起載的方式行走。

## 行車路線
竹園邨開經：竹園道、馬仔坑道、鳳舞街、富美街、橫頭磡東道、橫頭磡南道、樂富巴士總站、橫頭磡東道、聯合道、窩打老道、衛理道、加士居道、漆咸道南、康莊道、海底隧道、維園道、銅鑼灣行車天橋、告士打道、告士打道輔助道路、告士打道、夏愨道、干諾道中、美利道、金鐘道、紅棉路、堅尼地道、上亞厘畢道、堅道、般咸道及薄扶林道。
蒲飛路開經：薄扶林道、般咸道、堅道、上亞厘畢道、花園道、天橋、金鐘道、軒尼詩道、怡和街、高士威道、興發街、維園道、告士打道、紅磡海底隧道、康莊道、漆咸道南、加士居道、衛理道、公主道、民豐徑、培正道、窩打老道、禧福道、聯福道、聯合道、橫頭磡東道、橫頭磡南道、樂富巴士總站、橫頭磡東道、富美街、鳳舞街、馬仔坑道及竹園道。

### 沿線車站
| 竹園邨開 | 竹園邨開                         | 竹園邨開       | 蒲飛路開 | 蒲飛路開                         | 蒲飛路開       |
| 序號     | 車站名稱                         | 位置           | 序號     | 車站名稱                         | 位置           |
| -------- | -------------------------------- | -------------- | -------- | -------------------------------- | -------------- |
| 1        | 竹園邨巴士總站                   | 竹園邨巴士總站 | 1        | 蒲飛路                           | 蒲飛路巴士總站 |
| 2        | 浸信會天虹小學                   | 竹園道         | 2        | 蒲飛路                           | 薄扶林道       |
| 3        | 馬仔坑遊樂場                     | 馬仔坑道       | 3        | 何東夫人堂                       | 薄扶林道       |
| 4        | 橫頭磡邨宏業樓                   | 富美街         | 4        | 香港潮商學校                     | 薄扶林道       |
| 5        | 樂富邨                           | 樂富巴士總站   | 5        | 英皇書院                         | 般咸道         |
| 6        | 香港浸會大學（浸會大學逸夫校園） | 聯合道         | 6        | 寧養台                           | 般咸道         |
| 7        | 聯合道                           | 窩打老道       | 7        | 東邊街                           | 般咸道         |
| 8        | 九龍塘站                         | 窩打老道       | 8        | 高街                             | 般咸道         |
| 9        | 龍濤花園                         | 窩打老道       | 9        | 醫院道                           | 般咸道         |
| 10       | 九龍醫院                         | 窩打老道       | 10       | 樓梯街                           | 堅道           |
| 11       | 萬基大廈                         | 窩打老道       | 11       | 鴨巴甸街                         | 堅道           |
| 12       | 何文田街                         | 窩打老道       | 12       | 明愛中心                         | 堅道           |
| 13       | 何文田山道                       | 衛理道         | 13       | 香港禮賓府                       | 上亞厘畢道     |
| 14       | 伊利沙伯醫院                     | 衛理道         | 14       | 聖約翰座堂                       | 花園道         |
| 15       | 香港理工大學第八期               | 漆咸道南       | 15       | 金鐘站－統一中心                 | 金鐘道         |
| 16       | 紅磡海底隧道轉車站（B2）         | 康莊道         | 16       | 軍器廠街                         | 軒尼詩道       |
| 17       | 百德新街                         | 告士打道       | 17       | 柯布連道                         | 軒尼詩道       |
| 18       | 伊利莎伯大廈                     | 告士打道       | 18       | 史釗域道                         | 軒尼詩道       |
| 19       | 馬師道                           | 告士打道       | 19       | 杜老誌道                         | 軒尼詩道       |
| 20       | 史釗域道                         | 告士打道       | 20       | 灣仔消防局                       | 軒尼詩道       |
| 21       | 柯布連道                         | 告士打道       | 21       | 百德新街                         | 怡和街         |
| 22       | 分域街                           | 告士打道       | 22       | 維多利亞公園                     | 高士威道       |
| 23       | 美利道                           | 美利道         | 23       | 興發街                           | 興發街         |
| 24       | 香港公園                         | 紅棉路         | 24       | 景隆街                           | 告士打道       |
| 25       | 堅麗閣                           | 堅尼地道       | 25       | 紅磡海底隧道轉車站（C3）         | 康莊道         |
| 26       | 明愛中心                         | 堅道           | 26       | 伊利沙伯醫院                     | 衛理道         |
| 27       | 孫中山紀念館                     | 堅道           | 27       | 嘉輝台                           | 公主道         |
| 28       | 樓梯街                           | 堅道           | 28       | 醫療輔助隊總部                   | 公主道         |
| 29       | 西摩道                           | 堅道           | 29       | 九龍維景酒店                     | 窩打老道       |
| 30       | 豫苑                             | 般咸道         | 30       | 聖佐治大廈                       | 窩打老道       |
| 31       | 東邊街                           | 般咸道         | 31       | 九龍塘會                         | 窩打老道       |
| 32       | 正街                             | 般咸道         | 32       | 基督中心堂                       | 窩打老道       |
| 33       | 香港大學東閘                     | 般咸道         | 33       | 禧福道                           | 禧福道         |
| 34       | 香港大學西閘                     | 薄扶林道       | 34       | 天保民學校                       | 聯福道         |
| 35       | 何東夫人堂                       | 薄扶林道       | 35       | 香港浸會大學（浸會大學逸夫校園） | 聯福道         |
| 36       | 蒲飛路                           | 蒲飛路巴士總站 | 36       | 富強苑                           | 聯合道         |
|          |                                  |                | 37       | 樂富廣場                         | 聯合道         |
| 38       | 樂富邨                           | 樂富巴士總站   |          |                                  |                |
| 39       | 天宏苑                           | 馬仔坑道       |          |                                  |                |
| 40       | 浸信會天虹小學                   | 竹園道         |          |                                  |                |
| 41       | 竹園邨巴士總站                   | 竹園邨巴士總站 |          |                                  |                |

## 使用狀況
本路線是半山區唯一一條全日過海路線，但由於本線在港島區定線較迂迴，需要繞經灣仔及銅鑼灣才前往紅磡海底隧道，因此在半山區乘坐本線的乘客不多。目前本路線的主要客源為灣仔及銅鑼灣一帶來往九龍，由於本線途經何文田、九龍塘、樂富等多個獨市位，因此整體客量仍然不俗。

## 流行文化
胡燕青散文《隧道巴士一○三》，收錄於散文集《彩店》(1986年出版)，與2021年薛德勇歌曲《960》成為出現在現代文學/音樂界的唯兩條過海隧道巴士路線。